# 男兒本色 (香港電視劇)
《男兒本色》（英語：The Foundling's Progress）是香港電視廣播有限公司製作的電視連續劇，全劇共27集，由李添勝監製，主要演員包括林俊賢、黎明、謝寧、陳敏兒等，於1987年3月9日在翡翠台首次播出，評分%為96%（收視人口約二百九十二萬二千人).。

## 製作
《男兒本色》於1986年展開拍攝工作，監製李添勝起用新演員擔當主要角色，在安排一些男演員進行試鏡後，先定下由林俊賢當第一男主角，其後再找另一名演員當第二男主角，飾演反派，李添勝和編劇之一的賈偉南選擇由黎明演出這個角色。歌曲〈錯在情多〉是這部劇的主題曲，由黎小田作曲、鄭國江填詞、文佩玲主唱，由於當時文佩玲所屬的唱片公司華星唱片並沒有為她發行唱片，因此這首歌從未收錄於任何專輯。

## 劇情大綱
《男兒本色》是一部時裝情仇劇，故事講述徐湘（林俊賢飾）自幼父母雙亡，被從事偏門行業的余威（吳孟達飾）收養並撫養長大。湘為了報答威的養育之恩，經常獨力承擔威闖下的禍，同時肩負起撫養其弟妹徐永發（蘇永康飾）及徐美麗（蔡嘉莉飾）的任務。從小在偏門中打滾的湘，偶然遇到象徵光明美好一面的社工殷紹文（陳敏兒飾），對她產生了愛慕之念，而紹文也被湘亦正亦邪、撲朔迷離的背景吸引。謝森（黎明飾）是湘的好友，他亦心儀紹文，更為此與湘幾成反目，後來因二人同業於同一銀行，在公事上時有紛爭，彼此的關係更加緊張。另一方面，湘一直丟不開青梅竹馬的兒時玩伴高雪媚（謝寧飾），遂形成了一段錯綜複雜的四角戀情。

## 演員與角色
以下是《男兒本色》的主要演員及其飾演的角色：
- 林俊賢 飾 徐湘，性格優柔寡斷。[6]
- 陳敏兒 飾 殷紹文，是一名社工。
- 謝　寧 飾 高雪媚，徐湘的兒時玩伴。[7]
- 黎　明 飾 謝森，徐湘的好友，是一個反派角色。[8]
- 蘇永康 飾 余永發，徐湘的弟弟。
- 蔡嘉利 飾 余美麗，徐湘的妹妹。
- 吳孟達 飾 余威，徐湘養父。
- 高　雄 飾 聶東成。
- 林建明 飾 馬小玲，媚母。
- 田　青 飾 高漢游，媚父。
- 吳瑞庭 飾 高進明，媚弟。
- 江　寧 飾 殷澤，文父。
- 陳嘉儀 飾 盧惠嫦，文母。
- 余子明 飾 謝錦全，森父。
- 蘇杏璇 飾 盧惠娥，森母。
- 陳安瑩 飾 Monica，發女友，不良少女。
- 何貴林 飾 徐長安，湘親父。
- 高妙思 飾 褚家欣，湘親母
- 吳業光 飾 徐長杰，徐湘的堂叔。
- 譚一清 飾 旺叔
- 程思俊 飾 蔡浩原
- 關海山 飾 歐瑞年

## 迴響
傳媒指觀眾對《男兒本色》的反應良好，而根據1987年4月13日至4月19日的尼爾森收視率調查數據，《男兒本色》錄得96%收視率，收視人口約二百九十二萬二千人，在香港當時的十大最高收視節目中排行第3位。這部劇被視為林俊賢的代表作之一，評論認為林俊賢當時的演技仍屬幼嫩，在其他老牌藝員的演出對比下，顯得心有餘而力不足，同時認為黎明飾演反派角色是破格演出。